# Bassacutena (Tempio Pausania)
Bassacutena è una frazione comunale di Tempio Pausania, situata nella Sardegna nord-orientale, regione storico-geografica conosciuta col nome di Gallura.

## Geografia fisica
Situato a 27,01 chilometri da Tempio Pausania, il centro di Bassacutena sorge nel cuore della bassa Gallura, si innalza a 73 metri s.l.m., conta 409 abitanti residenti e dista 12 km dal vicino agglomerato di Arzachena. È attraversata dall'omonimo rio. Di architettura sostanzialmente rurale è circondato da boschi di querce e ulivi e formazioni granitiche di notevole bellezza. Dal paese si può ammirare la collina 'Lu Naracu' per il fatto che su di essa sono presenti le rovine di un antico nuraghe.

### Isole amministrative
La frazione di  Bassacutena, con quella di  San Pasquale, sono isole amministrative del Comune di Tempio Pausania, aventi una superficie totale di 43,12 km².

## Storia
La nascita di Bassacutena è legata principalmente ad un curioso avvenimento, il cui protagonista fu Giuseppe Garibaldi. L'Eroe dei Due Mondi era solito frequentare questi luoghi fin dal 1849 in quanto legato dall'amicizia alla famiglia di Pietro Pilosu, proprietario di uno stazzo nei pressi dell'odierno paese.
Garibaldi, all'epoca senatore nella decima legislatura, fece approvare una modifica del tracciato della strada Tempio Pausania-Palau in modo che una diramazione di questa passasse per la proprietà dell'amico, favorendo così la nascita dell'agglomerato urbano che conosciamo oggi.
In realtà, sia il nome Bassacutena che l'abitato stesso hanno origine ben prima di Garibaldi e si possono riferire ai taglialegna toscani che venivano in queste zone della Sardegna per i loro commerci di legname. Il nome Bassacutena deriva dal fatto che la zona è situata in basso, mentre la cutina è una pietra che si trova nei pressi dei fiumi che la circondano. Solo in seguito il paese conobbe un maggiore sviluppo, grazie alla strada Tempio-Palau che la attraversava.
Il 7 dicembre 1965 avvenne l'atterraggio di tre disertori della Legione straniera nelle periferie di Bassacutena. Essi pur di sottrarsi al duro addestramento e alla tirannia dei loro superiori arrivarono a rubare un velivolo in Corsica, ad Ajaccio, e si diressero verso la Sardegna in un tentativo di fuga. Atterrando rovinosamente e felicemente in territorio gallurese furono portati nelle cliniche ospedaliere di Tempio Pausania. Infine lasciarono l'ospedale per essere consegnati ai Consolati dei Paesi corrispondenti che provvidero al loro rimpatrio.